# Кальтенвестгайм
Кальтенвестгайм (нім. Kaltenwestheim) — громада в Німеччині, розташована в землі Тюрингія. Входить до складу району Шмалькальден-Майнінген. Складова частина об'єднання громад Гое-Рен.
Площа — 19,36 км2. Населення становить Невірний параметр metadata 16 066 036 ос. (станом на 31 грудня 2021).